# Xabier Ezeizabarrena
Javier Luis Ezeizabarrena Sáenz (Madrid, 3 de marzo de 1970), conocido como Xabier Ezeizabarrena, es un abogado, jurista, profesor universitario y político.
Actualmente es juntero de las Juntas Generales de Guipúzcoa y presidente de la cámara legislativa guipuzcoana desde el año 2019.

## Biografía
Inició sus estudios de Derecho en la Universidad Complutense de Madrid, se licenció en Derecho en la Universidad del País Vasco, hizo un posgrado en Derecho Ambiental en 1998 en la Universidad del País Vasco y se doctoró en la misma universidad en 2005 en Derecho con una tesis sobre Derecho Ambiental (Evaluación de Impacto Ambiental y derecho de participación de la sociedad civil). Fue Visiting Fellow (2003/04) en la Universidad de Oxford en docencia e investigación en Sant Antony's College, European Studies Institute. También ha sido Profesor Visitinte en la Universidad de Edimburgo (2009), Europa Institute.
Ezeizabarena es miembro del Ilustre Colegio de la Abogacía de Guipúzcoa (ICAGI) desde 1997 como abogado. Fue uno de los letrados en el asunto "Prestige". Ha sido letrado asesor en la Corte Internacional de Arbitraje y Conciliación Ambiental durante seis años. Como abogado ha sido miembro del International Bar Association.
También es miembro de la World Commission on Environmental Law de la IUCN (Unión Internacional de Conservación de la Naturaleza), del Legal Experts Working Group y de la Mountaineering Commission de la UIAA (Federación Internacional de Alpinismo, UIAA).
Actualmente es profesor de Derecho Administrativo y Derecho Ambiental en la Universidad del País Vasco, y también en la Universidad de Deusto.
Es autor de diferentes publicaciones y monografías en materia de Derecho Ambiental, Derecho Público y Derecho Europeo:
https://dialnet.unirioja.es/servlet/autor?codigo=152946
En el año 2009-2011 fue nombrado vicepresidente de Kutxa.

## Trayectoria política
En 2003 salió elegido concejal del Ayuntamiento de San Sebastián por la coalición PNV-EA. En 2007 fue candidato a alcalde de San Sebastián por EAJ/PNV y salió electo concejal. Fue concejal y portavoz del PNV en el consistorio hasta el 2011, año en el que salió elegido juntero de las Juntas Generales de Guipúzcoa, por la circunscripción de la comarca de San Sebastián por el PNV. En 2015 volvió a salir elegido como juntero.
En 2019 fue elegido Presidente del Parlamento Foral de Guipúzcoa como sucesor de Eider Mendoza. En 2022 fue nombrado candidato de Presidente de las Juntas con Eider Mendoza como candidata a Diputada General.
| Predecesor: Eider Mendoza Larrañaga | Presidente de las Juntas Generales de Guipúzcoa 2019-Actualidad | Sucesor: En el cargo |